# Вулиця Федора Ернста
Ву́лиця Фе́дора Е́рнста — вулиця в Солом'янському районі міста Києва, місцевості Турецьке містечко, Чоколівка. Пролягає від вулиці Івана Пулюя до вулиці Святослава Хороброго.

## Історія
Виникла у 80—90-ті роки ХХ століття під проектною назвою Нова № 1, мала неофіційну назву Аеровокзальна. Сучасна назва на честь українського історика Ф. Л. Ернста — з 1994 року.